# Захаров, Емельян Владимирович
Емельян Владимирович Захаров — российский галерист, коллекционер, медик по образованию, совладелец московской галереи современного искусства «Триумф» (совместно с Дмитрием Ханкиным), основанной в 2006 году. Один из учредителей компании Cityline, один из создателей студии «Web Design» (сейчас Студия Артемия Лебедева). Младший брат журналиста Михаила Таратуты.
Галерея «Триумф» считается одной из самых коммерчески успешных российских галерей в сфере современного искусства. Также им был создан клуб-галерея «Дача» на Рублевке, оформлением которой занималась его жена Александра Вертинская.
Коллекционер в пятом поколении, медик по образованию, учился на лечебном факультете Московского медицинского стоматологического института им. Н. А. Семашко.
Совместно с Росохранкультурой выпускал многотомный «Каталог подделок произведений живописи».
Входил во все списки Топ-50 самых влиятельных лиц в российском искусстве по версии журнала «Артхроника», кроме 2011 года: четырежды вместе с Дмитрием Ханкиным (№ 26, 2012 год), (№ 18, 2010 год), (№ 26, 2009), (№ 16, 2008); дважды отдельно (№ 22, 2007), (№ 35, 2006).
Соучредитель «Рижской Биеннале Современного Искусства».